# Рожкі (Свентокшиське воєводство)
Рожкі (пол. Rożki) — село в Польщі, у гміні Образув Сандомирського повіту Свентокшиського воєводства.
Населення — 324 особи (2011).
У 1975-1998 роках село належало до Тарнобжезького воєводства.

## Демографія
Демографічна структура на день 31 березня 2011 року:
|          | Загалом | Допрацездатний вік | Працездатний вік | Постпрацездатний вік |
| -------- | ------- | ------------------ | ---------------- | -------------------- |
| Чоловіки | 151     | 24                 | 102              | 25                   |
| Жінки    | 173     | 27                 | 103              | 43                   |
| Разом    | 324     | 51                 | 205              | 68                   |